# Mahée Paiement
Pour les articles homonymes, voir Paiement.
 (février 2022).
Mahée Paiement est une actrice et créatrice de parfums canadienne, née le 2 janvier 1976 à Saint-Eustache au Québec.

## Biographie
Mahée Paiement se fait connaître d'abord à l'âge de 10 ans au lancement du réseau de Télévision Quatre-Saisons en septembre 1986 dans ses capsules Popcorn diffusées quotidiennement vers 19 h. Elle fait son entrée dans le milieu du cinéma avec le film Bach et Bottine d'André Melançon, sorti au début novembre 1986, qui l'a fait connaître dans toute la francophonie.
À l’aube de la vingtaine, elle poursuit sa carrière d’actrice. S’ensuivent des rôles dans les séries Un gars une fille, Caméra Café, Les Boys, Destinée et Les 3 P'tits Cochons. Elle est également animatrice à la radio et à la télévision.
Elle joue le rôle de Mrs Dymfort dans le film américain A Walk on the Moon, mettant en vedette Diane Lane et Viggo Mortensen.
En 2009, Mahée Paiement fonde Mahée Parfums[source secondaire souhaitée]. Sa collection compte six parfums.
En 2019, Mahée Paiement effectue un retour à la télévision dans la série Ruptures, alors qu'elle campe le rôle de Christelle. En 2020 et 2021, elle joue le rôle de Maud dans le film Brain Freeze et elle participe aux émissions LOL :-), Bijoux de famille et Les Enfants de la télé.
En 2020, 20 ans après la publication de son disque After All, Mahée interprète la chanson If the World Was Ending (en) avec Marc Dupré ; ce qui permet au duo d’atteindre plus de 2 millions de vues sur le web.

## Filmographie

### Cinéma
- 1986 : Bach et bottine : Fanny
- 1987 : Le lys cassé
- 1999 : Le Choix d'une vie (A Walk on the Moon) : Mrs Dymfort
- 2005 : Les Boys 4 : Valérie
- 2007 : Les 3 P'tits Cochons : Josiane
- 2010 : Y'en aura pas de facile : Marie
- 2016 : Hibou : Christelle
- 2021 : Brain Freeze : Maud

### Télévision
- 1986 : Peau de banane : Raphaëlle
- 1987 - 1988 : Rachel et Réjean Inc. : Mélanie Bouvier
- 1989 : Avec un grand A : Hélène et Alexis : Annabelle
- 1992 - 1994 : Watatatow : Catherine Morelle
- 1998 - 2003 : Un gars, une fille : Mélanie
- 1997 : Diva : Mado
- 2003 - 2011 : Caméra Café : Manon Grenon
- 2002 : Largo Winch : Sophie
- 2007 : Casino : Manouche
- 2007 - 2011 : Les Boys : Valérie
- 2008 - 2009 : Destinées : Fanny Roussel
- 2008 - 2009 : Miss Météo : Josiane Després
- 2018 : Demain des hommes : Sarah
- 2019 : Ruptures : Cristelle Piazza
- 2020 - 2021 : LOL :-) : rôles divers

### Participation télé
- 1996: Fort Boyard: candidate
- 2007 : La Petite Séduction : elle-même
- 2014 : Les Pêcheurs : elle-même
- 2020 : Bijoux de famille : invitée
- 2021 : Les Enfants de la télé : invitée

## Animation

### Télévision
- 1986 : Popcorn (Télévision Quatre-Saisons)
- 2010 - 2011 : L'Échelle du talent: de 0 à 100
- 2011 - 2012 : Et que ça saute

### Radio
Mahée Paiement a animé à Énergie, CKOI-FM 96,9 et Rythme FM.
- 2003 : Party de filles
- 2003 - 2007 : Le super décompte anglophone
- 2006 - 2007 : Le WithenShow
- 2007 - 2010 : Le choix de Montréal
- 2012 : Les midis de Véro
- 2020 : Ça rentre au poste